# Agaricus connatus
Agaricus connatus är en svampart som beskrevs av Berk. & M.A. Curtis 1860. Agaricus connatus ingår i släktet champinjoner och familjen Agaricaceae.   Inga underarter finns listade i Catalogue of Life.